# Roch-Ambroise Auguste Bébian

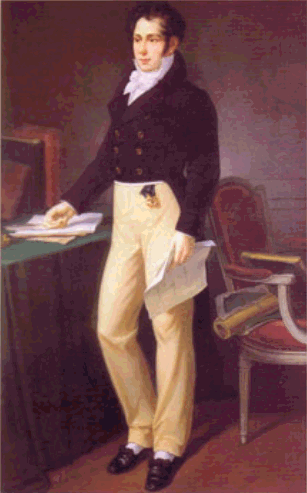
Roch-Ambroise Auguste Bébian.

Roch-Ambroise Auguste Bébian (* 4. August 1789 bei Pointe-à-Pitre, Guadeloupe; † 24. Februar 1839 Pointe-à-Pitre) war ein französischer Pädagoge und Autor. Er wird als die erste hörende Person in Frankreich angesehen, die die damalige Gebärdensprache vollkommen wie ein nativer Sprecher beherrschte. Als solcher veröffentlichte er 1825 Mimographie, die eine Beschreibung der „natürlichen Zeichen“ anhand des von ihm entwickelten Transkriptionsverfahrens enthält.

## Leben
Um seinem Sohn eine gymnasiale Bildung zu ermöglichen, schickte sein Vater ihn im Alter von 12 Jahren von der Karibikinsel Guadeloupe nach Frankreich. Dort nahm ihn sein Pate, der Abbé Roch-Ambroise Cucurron Sicard, Nachfolger von Charles-Michel de l’Epée an der „Institution royale des sourds-muets de Paris“ (Königliche Anstalt der Taubstummen, heute: Institut National de Jeunes Sourds de Paris) in seine Obhut und ließ ihn vom Abbé Jean-Baptiste Jauffret (1766–1824) erziehen. Nach einem späteren brillanten Studium am Lycée Charlemagne in Paris widmete sich Bébian dem Studium der Lehrmethoden für taube Schüler. Er folgte den pädagogischen Leitlinien des Abbé Sicard und arbeitete mit den tauben Lehrern Jean Massieu, Ferdinand Berthier und Laurent Clerc zusammen.
An der Institution royale des sourds-muets de Paris bemühte sich Bébian vor allem um die Weiterentwicklung der pädagogischen Methoden, wobei er sich für einen Unterricht auf der Grundlage der natürlichen Gebärdensprache der Gehörlosen einsetzte. 1817 veröffentlichte er sein erstes Buch, Essai sur les sourds-muets et sur le langage naturel, 1825 sein bekanntestes Werk, die Mimographie. Für seinen biographischen Essay Eloge historique de l’abbé de l’Epée (1819) gewann er den Preis der Académie des sciences (Akademie der Wissenschaften).
Berufungen als Direktor an Schulen für Taube in Sankt Petersburg und New York City ablehnend, gründete er eine ähnliche Anstalt in Paris an der Prachtstraße Montparnasse (Boulevard du Montparnasse). Von 1832 bis 1834 war er Direktor der Schule für Taubstumme in Rouen. Nach 1836 kehrte er aus gesundheitlichen Gründen nach Guadeloupe zurück. Dort gründete er eine Schule für Schwarze.

## Schriften (Auswahl)
- Essai sur les sourds-muets et sur le langage naturel, Paris 1817
- Mimographie, Paris 1825
- Manuel d’enseignement pratique des sourds-muets, Paris 1827
- L’éducation des sourds-muets mise à la portée des instituteurs primaires et de tous les parents, Paris 1831